# 70 Aquarii
70 Aquarii, som är stjärnans Flamsteed-beteckning, är en ensam stjärna belägen i den mellersta delen av stjärnbilden Vattumannen. Den har även variabelbenämningen FM Aquarii. Den har en skenbar magnitud på 6,19 och är mycket svagt synlig för blotta ögat där ljusföroreningar ej förekommer. Baserat på parallaxmätning inom Hipparcosuppdraget på ca 7,7 mas, beräknas den befinna sig på ett avstånd på ca 425 ljusår (ca 130 parsek) från solen. Den rör sig närmare solen med en heliocentrisk radialhastighet på ca -6 km/s.

## Egenskaper
70 Aquarii är en gul till vit stjärna i huvudserien av spektralklass F0 V. Den har en radie som är ca 4,2 gånger större än solens och utsänder från dess fotosfär ca 45 gånger mera energi än solen vid en effektiv temperatur av ca 7 300 K.
70 Aquarii är en variabel stjärna av Delta Scuti-typ som varierar i skenbar magnitud från 6,16 ned till 6,19 med en period av 125 minuter (0,087 dygn). Stjärnan roterar snabbt med en projicerad rotationshastighet på 110 km/s.